# 4734 Rameau
A 4734 Rameau (ideiglenes jelöléssel 1982 UQ3) a Naprendszer kisbolygóövében található aszteroida. Freimut Börngen fedezte fel 1982. október 19-én.